# Руденок, Константин Алексеевич
Константин Алексеевич Рудено́к (бел. Канстанцін Аляксеевіч Рудзянок; род. 15 декабря 1990, Гомель) — белорусский футболист, вратарь.

## Карьера
Родился в Гомеле. Занимался в спортивной школе СДЮШОР-8. В детстве был отдан в юношескую секцию местного клуба. Там он побывал в командах различных возрастов. Спустя три года впервые начал играть за «Гомель-2». Скоро он ушёл в дубль, а потом в основу команды, где сыграл всего один матч. 15 мая 2012 года ушёл из клуба. Следующий профессиональный контракт был заключён с новополоцким «Нафтаном». Единственную игру провёл в 18 туре против «Белшины» (3:0).
В 2013 году перешёл в «Динамо» (Брест), в котором провёл два сезона. За сезон 2013 года Руденок не сыграл не одной минуты. В 2014 году стал основным голкипером команды, проведя за сезон 30 матчей. В декабре по окончании контракта покинул «Динамо».
В 2015 году перешёл в «Слуцк», где отыграл полтора года. В первом сезоне проиграл конкуренцию Артуру Лесько. В сезоне 2015 сыграл 7 матчей (1 в кубке). В сезоне 2015 «Слуцк» занял 11 место. В сезоне 2016 Руденок был запасным вратарём и летом разорвал соглашение с клубом.
В июле 2016 года подписал соглашение с клубом «Ислочь». За полгода сыграл 12 матчей в чемпионате, из которых семь провёл «на ноль».
26 декабря 2016 года подписал годичный контракт с «Гомелем». Сезон 2017 начал в качестве основного вратаря. Летом во второй раз перешёл в брестское «Динамо». Был вторым вратарём динамовцев, позднее, сыграв в двух матчах, уступил место на поле Павлу Павлюченко.
В начале 2018 года состав «Динамо» пополнил вратарь национальной сборной Александр Гутор, и Руденок, не имея возможности пробиться в состав, в марте на правах аренды присоединился к минскому «Торпедо». В составе столичного клуба стал основным вратарём. В июле покинул «Торпедо» и вскоре расторг контракт с брестским клубом.
В 2019 году перебрался в команду «Армавир». В сезоне 2018/19 был основным вратарём команды, во второй половине 2019 года стал чаще оставаться на скамейке запасных.
16 января 2020 года подписал контракт с минским «Динамо». Был вторым вратарём минчан после Максима Плотникова. В июне был переведён в дубль, в основную команду больше не возвращался. В декабре по окончании контракта покинул «Динамо».
В начале 2021 года присоединился к речицкому «Спутнику», где стал основным вратарём. 5 июня 2021 года подписал контракт с солигорским «Шахтёром», где был резервным голкипером и не появлялся на поле.
27 января 2022 года свободным агентом вернулся в «Ислочь». В июне 2022 года покинул клуб, расторгнув контракт по соглашению сторон
В июле 2022 года стал игроком гродненского «Немана», подписав контракт до конца сезона. В декабре 2022 года продлил контракт с клубом. В январе 2024 года футболист покинул гродненский клуб.
В феврале 2024 года футболист перешёл в казахстанский клуб «Кызыл-Жар». Однако в конце месяца, пробыв в клубе всего лишь несколько недель, футболист расторг контракт.

## Международная карьера
В августе 2023 года футболист попал в расширенный список игроков, получивших вызов в национальную сборную Беларуси. Однако затем футболист оказался вне состава главной сборной. В октябре 2023 года футболист попал в окончательный список национальной сборной.